# Maratonul din New York

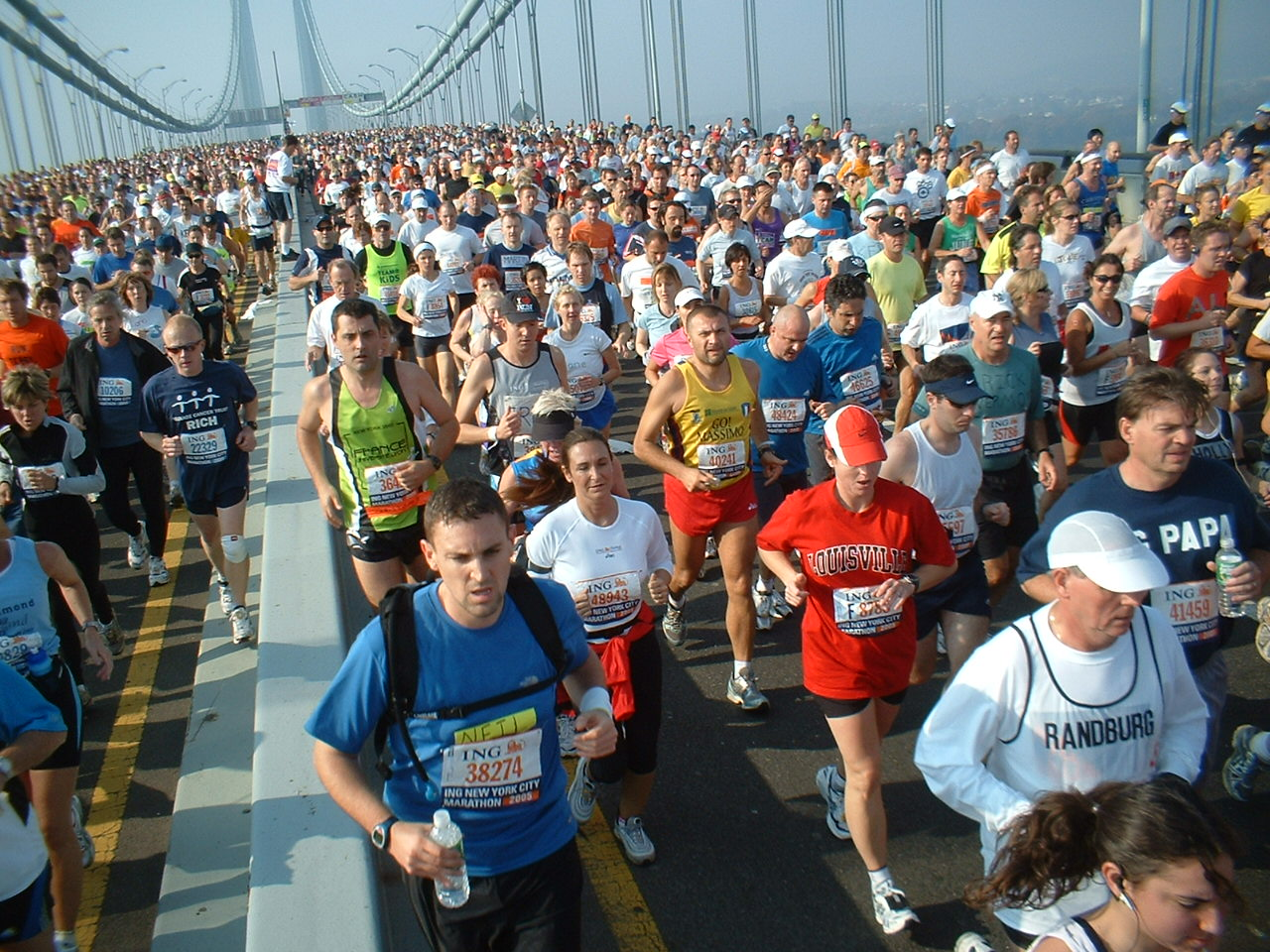
Mii de alergători participanți la Maratonul din New York

Maratonul din New York este o competiție anuală de maraton care are loc anual în New York. Este unul din cele mai mari maratoane din lume, cu 50.304 persoane care au terminat cursa în 2013. Are 42,195 km.